# Sijamski krokodil
Sijamski krokodil (lat. Crocodylus siamensis) je gmaz iz reda krokodila. Ovaj krokodil ima stanište u Kambodži, Indoneziji i Maleziji. Prisutstvo je nepotvrđeno u Bruneju, Laosu, i Burmi. Kritično je ugrožena vrsta i već je istrijebljen u nekim zemljama. Možda je izumro u Tajlandu. Staništa su mu močvarna područja, jezera i jezerski ekosustavi, riječni ekosustavi i slatkovodna područja. 
Maksimalna veličina mužjaka 3-4 metra, ali uglavnom većina životinja ne premašuje 3 metra. Samo hibridna vrsta s morskim krokodilom prelazi duljinu tijela od 3 metra. Mladunci podsjećaju na svjetlo obojenog morskog krokodila (zlatna preplanula boja s crnim prugama po tijelu i repu). Odrasli imaju šire njuške i vokutne ljuske su im poprečnije.
Pretežito se prehranjuje ribama, ali i vodozemcima, gmazovima i eventualno malim sisavcima. Vrlo je malo poznato o prehrambenim sklonostima ove vrste krokodila u divljini.
U zatočeništvu, spolnu zrelost ovaj krokodil doseže s deset godina života. Sezona parenja je u proljeće, tijekom travnja i svibnja. Ženka postavlja 20-50 jaja u gnijezdo u obliku nasipa. Gnijezdo tijekom inkubacije čuva ženka. Mladunci se iz jaja izlegnu nakon 80 dana inkubacije. Tada ženka otvara gnijezdo i nosi mlade u vodu. Nepoznato je koliko dugo ženka čuva mlade.